# Fântânele-Rus
Fântânele-Rus – wieś w Rumunii, w okręgu Sălaj, w gminie Rus. W 2011 roku liczyła 213 mieszkańców.